# Schoeblia circularis
Schoeblia circularis är en kräftdjursart som beskrevs av Gustav Budde-Lund 1909. Schoeblia circularis ingår i släktet Schoeblia och familjen Schoebliidae. Inga underarter finns listade i Catalogue of Life.